# Nicole Humbert
Nicole Humbert (z domu Rieger, ur. 5 lutego 1972 w Landau) – niemiecka lekkoatletka, tyczkarka, była rekordzistka świata.

## Sukcesy
- 5. miejsce na Halowych Mistrzostwach Europy w Lekkoatletyce (Walencja 1998)
- srebro Mistrzostw Europy w Lekkoatletyce (Budapeszt 1998)
- brązowy medal Halowych Mistrzostw Świata w Lekkoatletyce (Maebashi 1999)
- 1. miejsce podczas Superligi Pucharu Europy (Paryż 1999)
- 5. miejsce w Mistrzostwach Świata w Lekkoatletyce (Sewilla 1999)
- 5. miejsce na Igrzyskach olimpijskich (Sydney 2000)
- była Historia najlepszego halowego wyniku na świecie w skoku o tyczce kobiet[1]

Zakończyła karierę w 2001.

## Rekordy życiowe
- Skok o tyczce (stadion) – 4,51 m (2001)
- Skok o tyczce (hala) – 4,56 m (1999)